# محمد دحام الشمری
محمد المفرح کارگردان فیلم و بازیگر اهل عربستان سعودی است که در کویت زندگی می‌کند. او فعالیت حرفه‌ای خود را به عنوان بازیگر آغاز کرد.

## فیلم‌شناسی

### کارگردان
- الأخرس
- نجمة الخلیج
- اللقیطة
- عرس الدم
- عیون الحب
- التندیل
- الهدامة
- آخر صفقة حب
- بعدک طیب
- أنین
- ساهر اللیل
- لهفة الخاطر
- عرس الدم
- أبو الملایین
- مای عینی
- ثریا
- صوف تحت حریر
- کحل أسود قلب أبیض